# Under the Tree (EP)
Under the Tree  es el EP debut de la cantante, compositora y actriz estadounidense Ally Brooke publicado por el sello Snafu Records. El EP incluye clásicos navideños así como una canción original titulada "Under the Tree".

## Lista de canciones
| Under the Tree |                                          |          |  |
| N.º            | Título                                   | Duración |  |
| 1.             | «White Christmas»                        | 3:06     |  |
| 2.             | «Under the Tree»                         | 2:00     |  |
| 3.             | «I'll Be Home for Christmas»             | 2:51     |  |
| 4.             | «Have Yourself a Merry Little Christmas» | 3:28     |  |
| 11:25          |                                          |          |  |